# منظر تيزي أوغماري
منظر تيزي أوغماري هو منظر طبيعي جبلي مهيئ لاستقبال السياح بجماعة بن صميم المغربية، بإقليم إفران. يقع الموقع على الطريق الوطنية رقم 8 بين مدينتي أزرو وإفران، وتوجد به مجموعة من الأكواخ الخشبية لبيع منتجات التراث الطبيعي والثقافي للمنطقة، إضافة إلى منصة لمشاهدة المنظر الجبلي الذي يوفره المكان، المنفتح على جماعة بن صميم، بالأطلس المتوسط الهضبي.

## معرض الصور

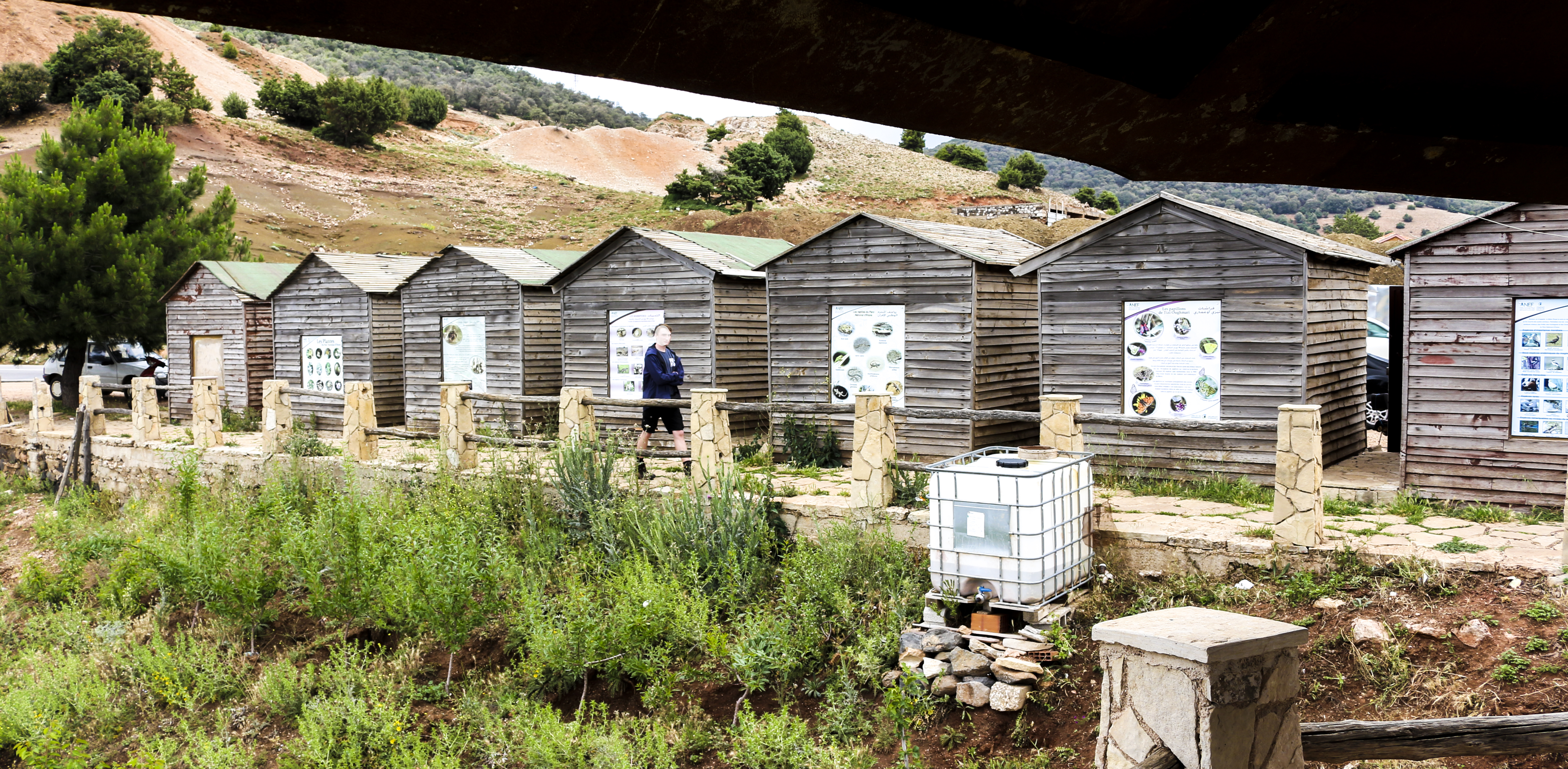
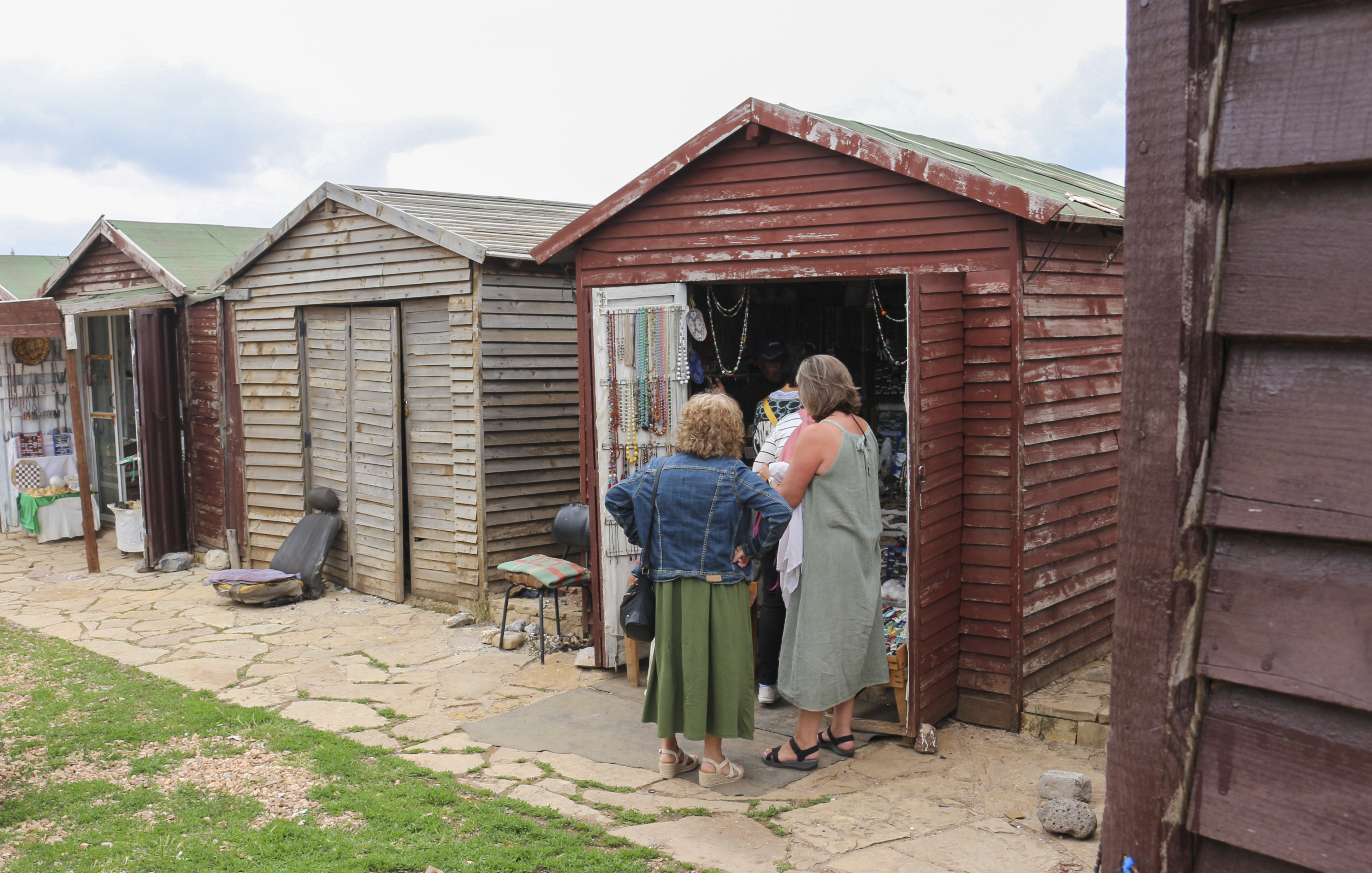
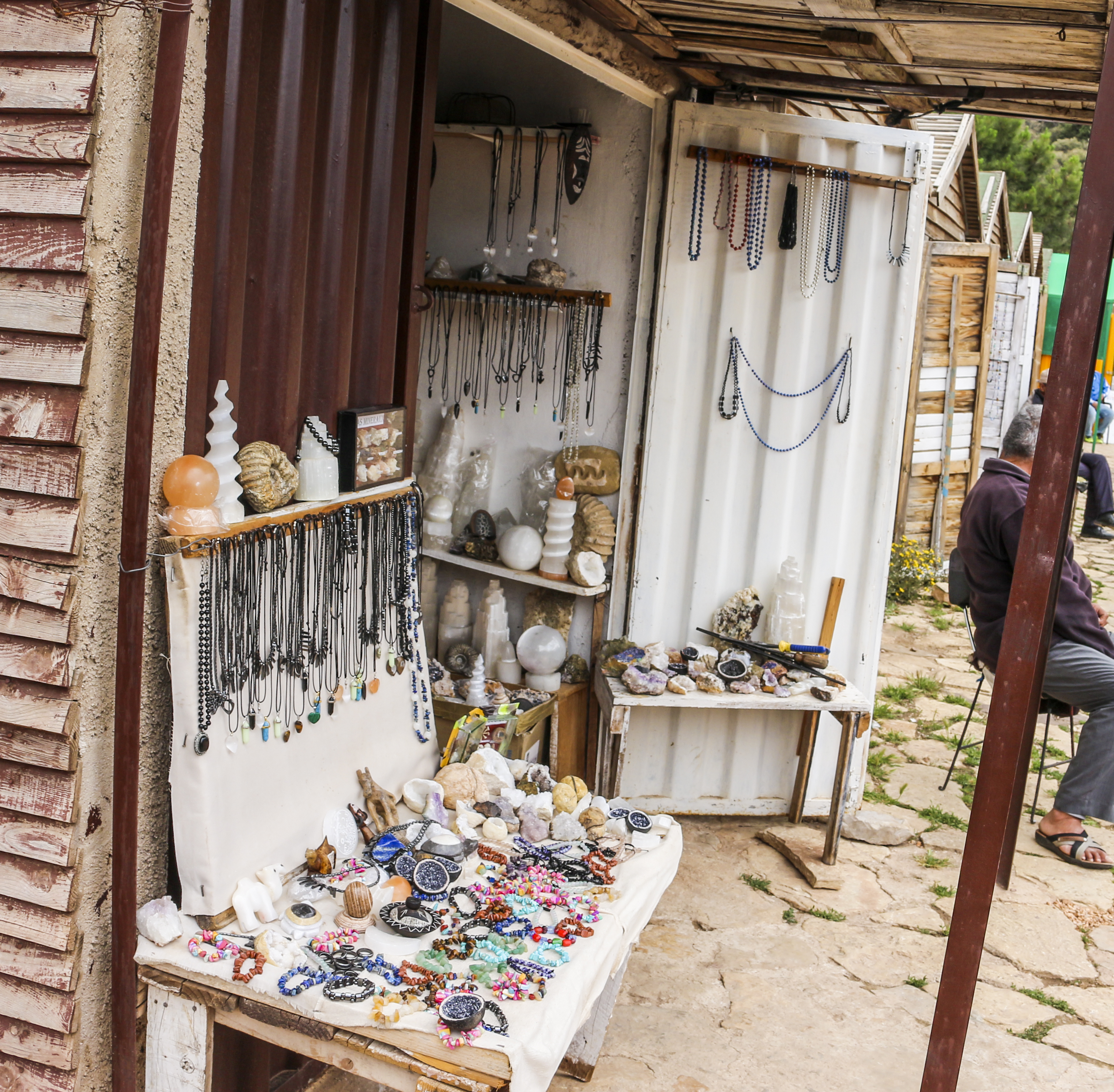
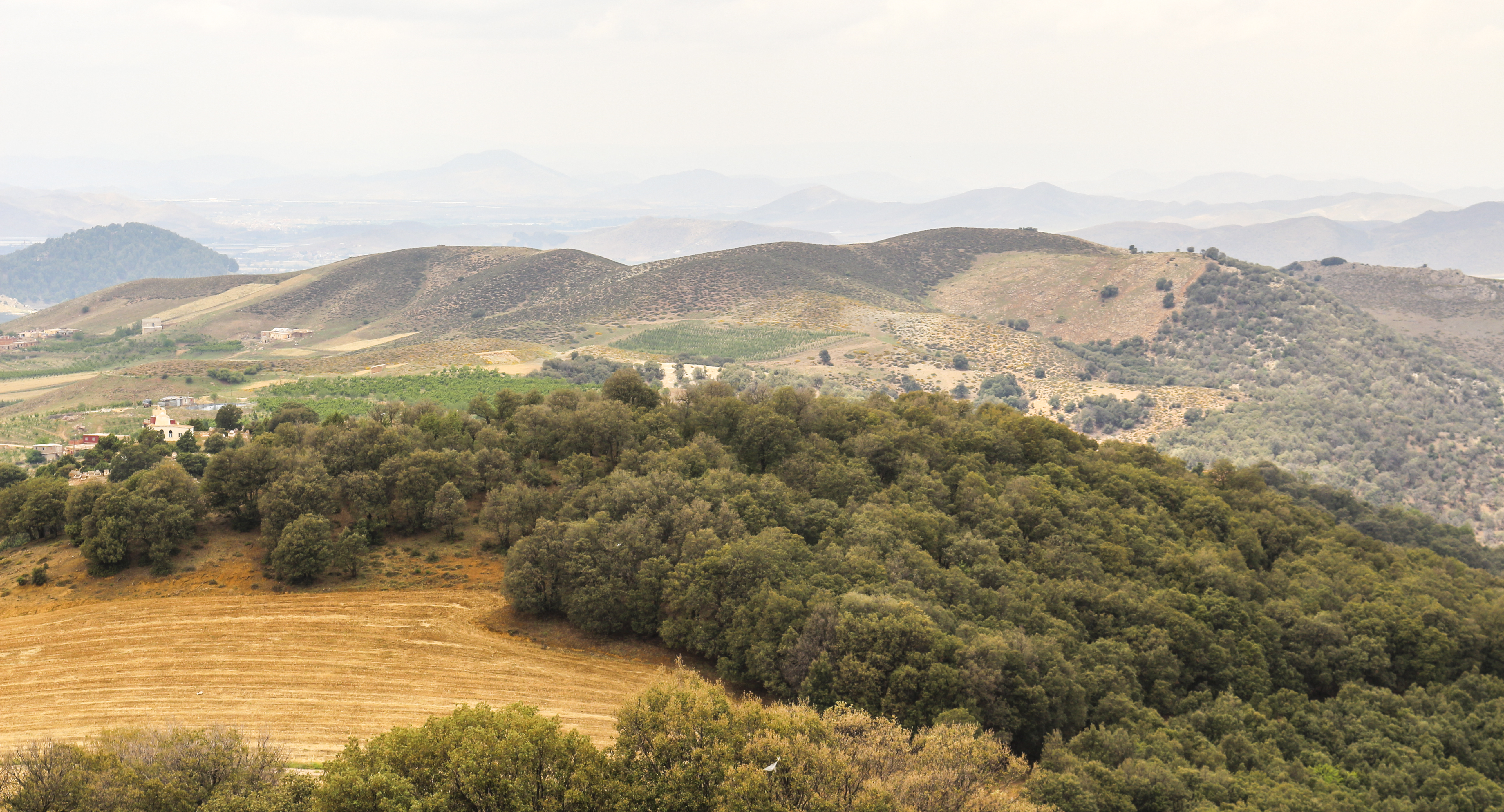
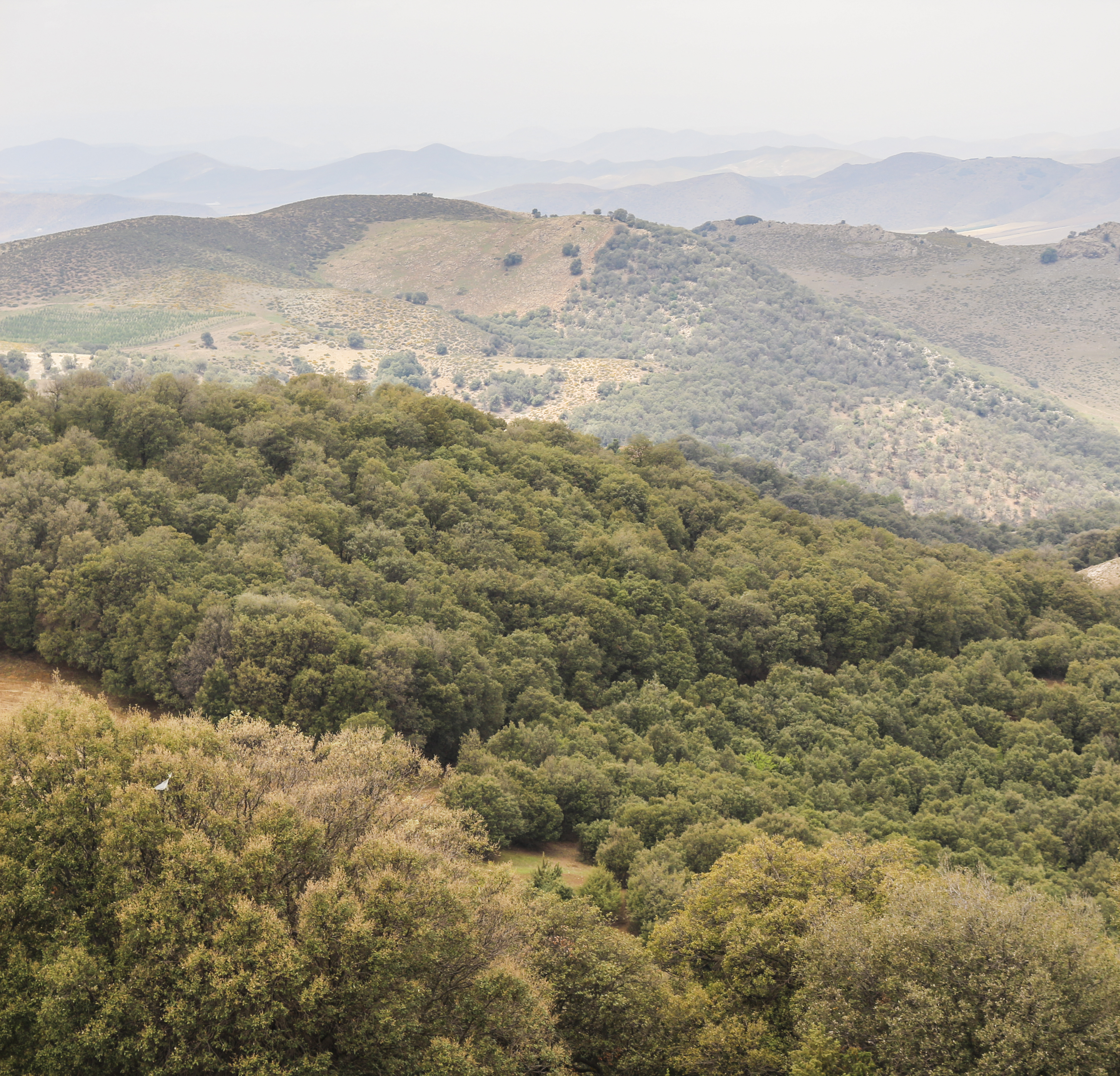
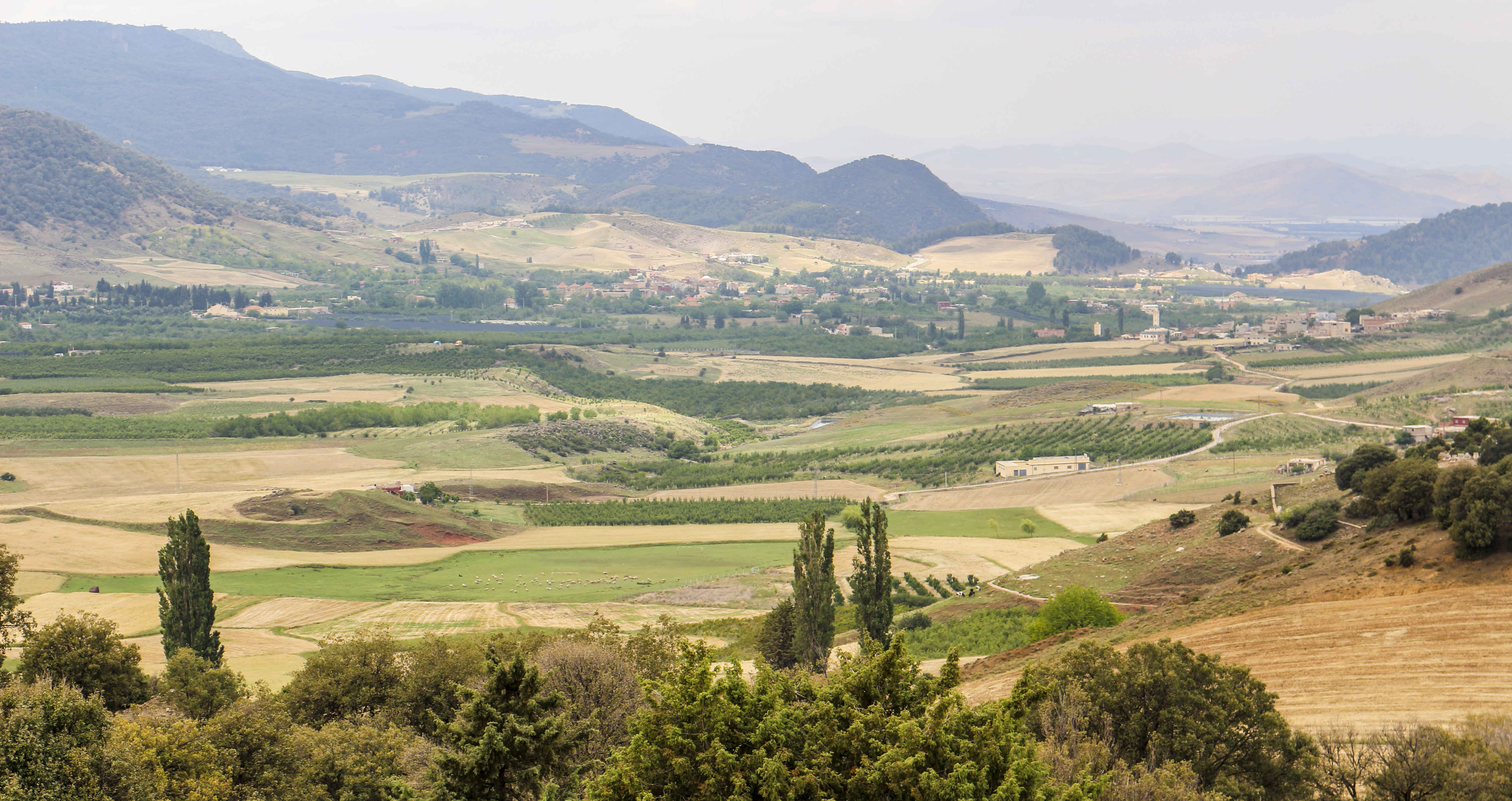
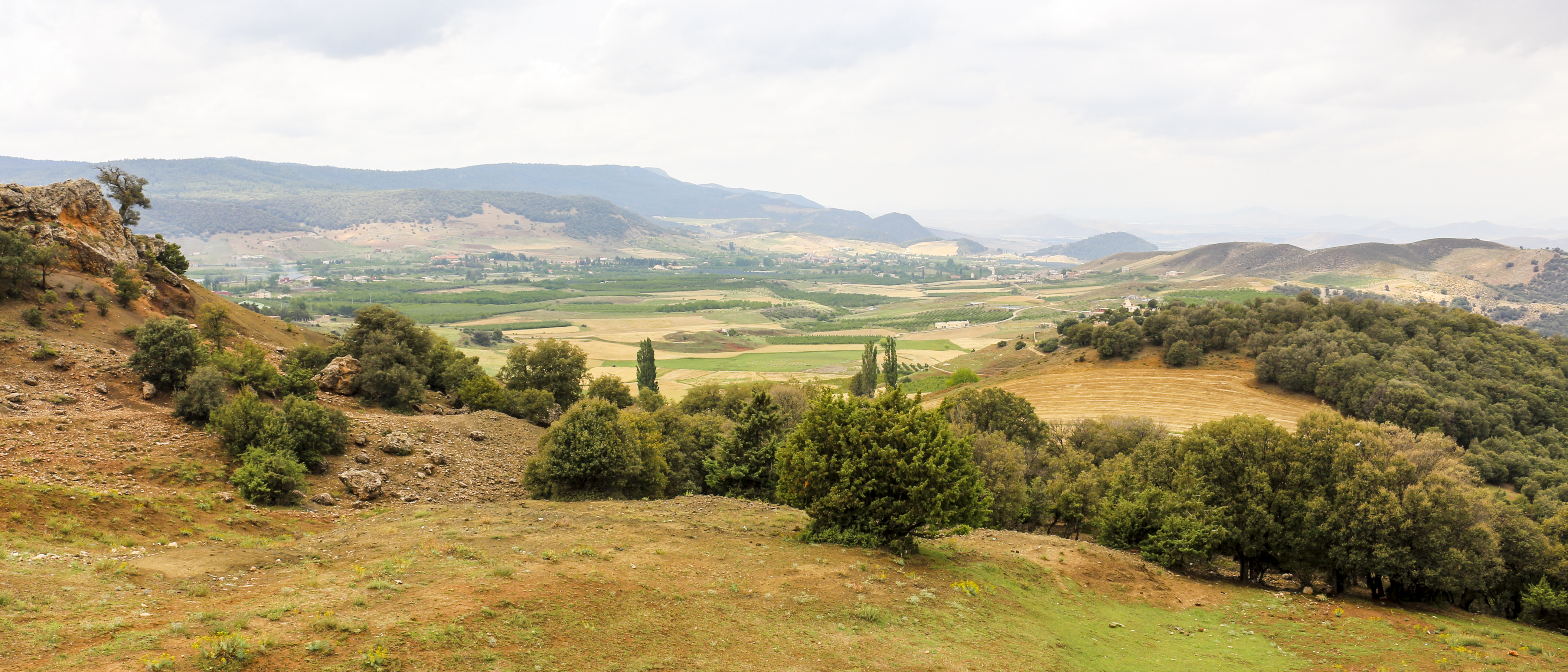